# Сонячне (Бериславський район)
Первома́йське — село в Україні, у Великоолександрівській селищній громаді Бериславського району Херсонської області. Населення становить 306 осіб.

## Населення

### Мовний склад
Рідна мова населення за даними перепису 2001 року:
| Мова       | Чисельність, осіб | Доля     |
| ---------- | ----------------- | -------- |
| Українська | 290               | 94,77 %  |
| Російська  | 16                | 5,23 %   |
| Разом      | 306               | 100,00 % |

## Історія
12 червня 2020 року, відповідно до Розпорядження Кабінету Міністрів України від № 726-р «Про визначення адміністративних центрів та затвердження територій територіальних громад Херсонської області», увійшло до складу Великоолександрівської селищної громади.
19 липня 2020 року, в результаті адміністративно-територіальної реформи та ліквідації  Великоолександрівського району увійшло до складу Бериславського району.
Село тимчасово окуповане російськими військами 24 лютого 2022 року на початку повномасштабного російського вторгнення в Україну. Визволене з-під окупації в середині квітня того ж року.
22 червня 2023 року рішенням Національної комісії зі стандартів державної мови віднесено до списку населених пунктів, які «можуть не відповідати лексичним нормам української мови», зокрема стосуватися «російської імперської чи колоніальної політики». Громаді рекомендовано  запропонувати нову назву в установленому законодавством порядку.